# Otto Sesana
Otto Noberto Sesana (Pujato, 16 luglio 1943 – 25 gennaio 2017) è stato un calciatore argentino, di ruolo difensore.